# Stéphanie Braunschweig

Stéphanie Dupont Braunschweig est une actrice française. Après avoir arrêté sa carrière de comédienne en 2005, elle se consacre à la photographie et à la photographie de plateau.

## Filmographie

### Cinéma
- 2004 : Le Convoyeur de Nicolas Boukhrief : Sophie Demarre
- 2003 : Osmose de Raphaël Fejtö : Louise
- 2002 : Lundi matin de Otar Iosseliani : La jeune fille du train
- 1991:  Promenades d'été de René Féret : Audrey

### Télévision
- 2005 : Famille d'accueil  - épisode « Soupçons » (série TV) : Isabelle Blériot
- 1999 : Les Monos  - épisode « La meute  » (série TV) : Lili
- 1999 : Avocats et Associés  - épisode « Groupes sanguins » (série TV) : Nathalie (créditée sous le nom de Stéphanie Dupont)